# Den sårade ängeln

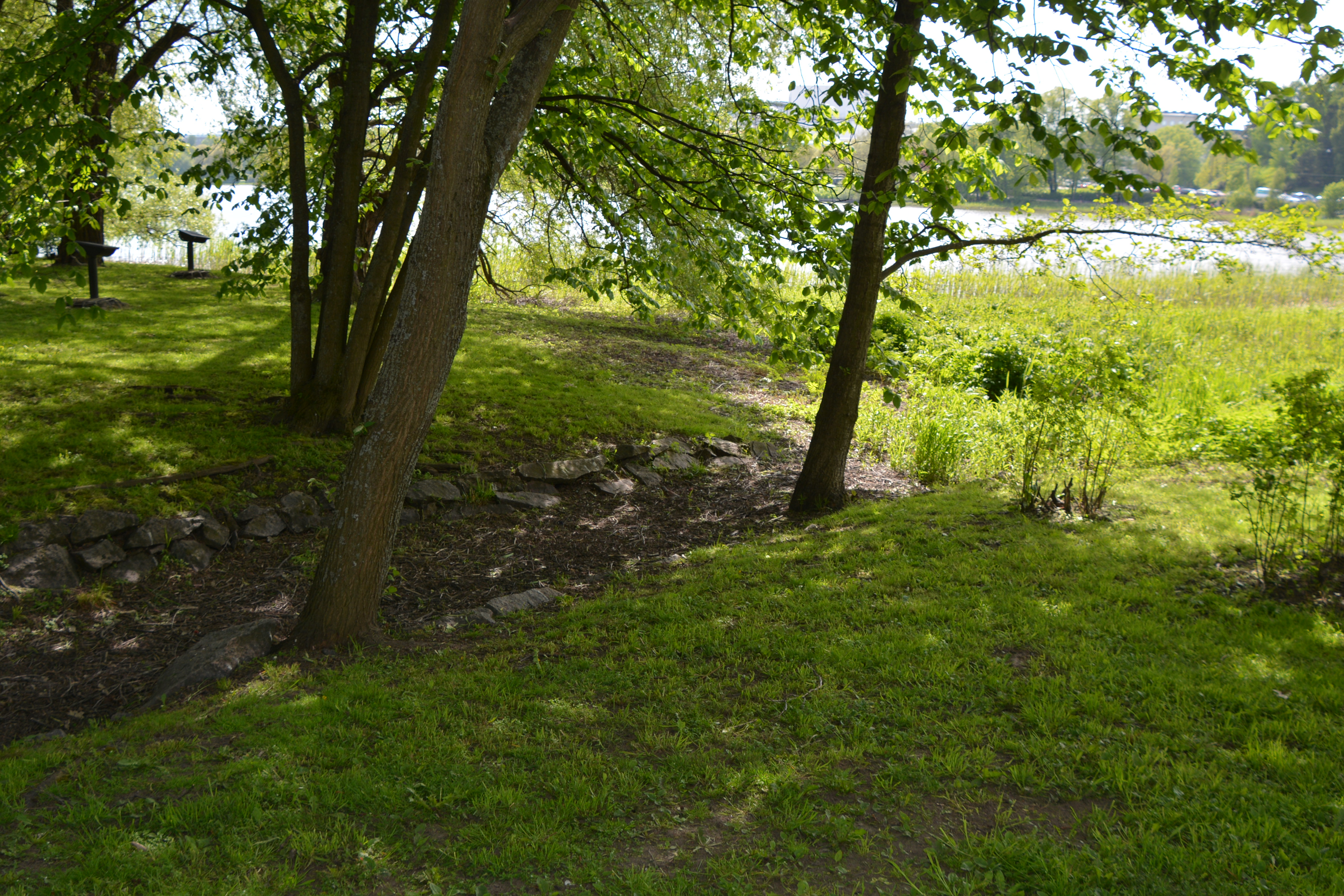
Simbergs dike.

Den sårade ängeln (finska: Haavoittunut enkeli) är en symbolistisk målning från 1903 av Hugo Simberg. 
Den sårade ängeln utsågs 2006 till Finlands nationalmålning i en omröstning som Ateneum anordnade. Målningen avbildar två pojkar i mörka kläder, som bär en bår med en ängel med bandage över ögonen och nedblodad vinge. Pojken till höger i bilden ser direkt på betraktaren.
Processionen går under tidig vår över det som nu i folkmun kallas Simbergs dike på Djurgården i Helsingfors, med Tölöviken som bakgrund. På Hugo Simbergs tid var parken en populär fritidsplats för arbetarklassen. Området Fågelsången hade också flera filantropiska sjukinrättningar, och i målningen bär pojkarna ängeln i riktning mot De Blindas Vänners hem för blinda flickor och Föreningen för vanföras sjukhem. Hon kramar en bukett snödroppar, vilka symboliserar återfunnen hälsa och återfödsel.
Den sårade ängeln togs väl emot redan när den för första gången ställdes ut i Ateneums årliga höstexposé. I ett brev till systern Blenda skrev Simberg den 4 oktober 1903 om entusiasmen som konstnärskollegorna visade för verket: ”Jag ville nu berätta dig att jag ej als blifvit refuserad i år trots det att juryn varit ohyggligt sträng. Det ser nästan ut som om jag hade något likande ’grand succés’ inom kamratkretsen och juryn. Gallén är så entusiasmerad, att jag har svårt att taga honom på alvar. Det första han sade mig var det mest smickrande om mina arbeten och förunderligt nog är han öfver sig förtjust i den stora taflan. Han sade att den gör på honom det intryck att jag skulle ha stått i en liten stuga i en stor skog där träden stå tätt intill husknuten och målat obekymrad av hela världen. Han finner i den ett lugn och en harmoni, som ej finnes i något annat arbete på utställningen. – Till och med Edelfelt sade mig angenäma saker.” 

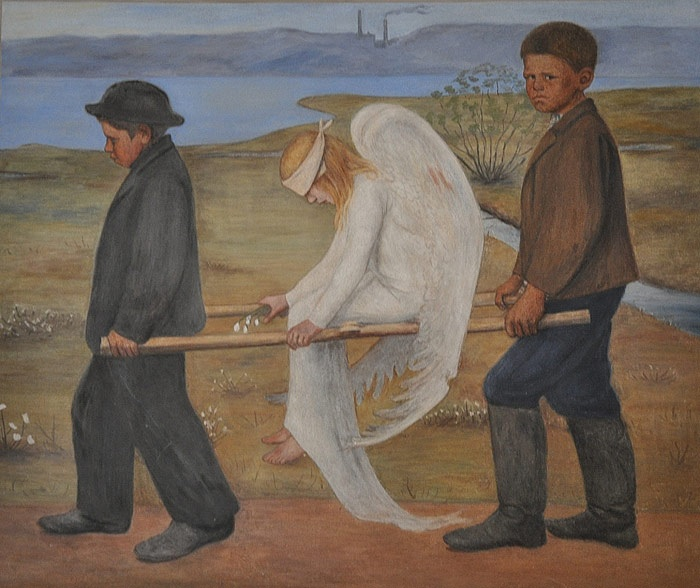
Fresk i Tammerfors domkyrka

Hugo Simberg återanvände temat från Den sårade ängeln i en fresk på en läktarvägg i Tammerfors domkyrka 1905–1906.